# Grieskirchen

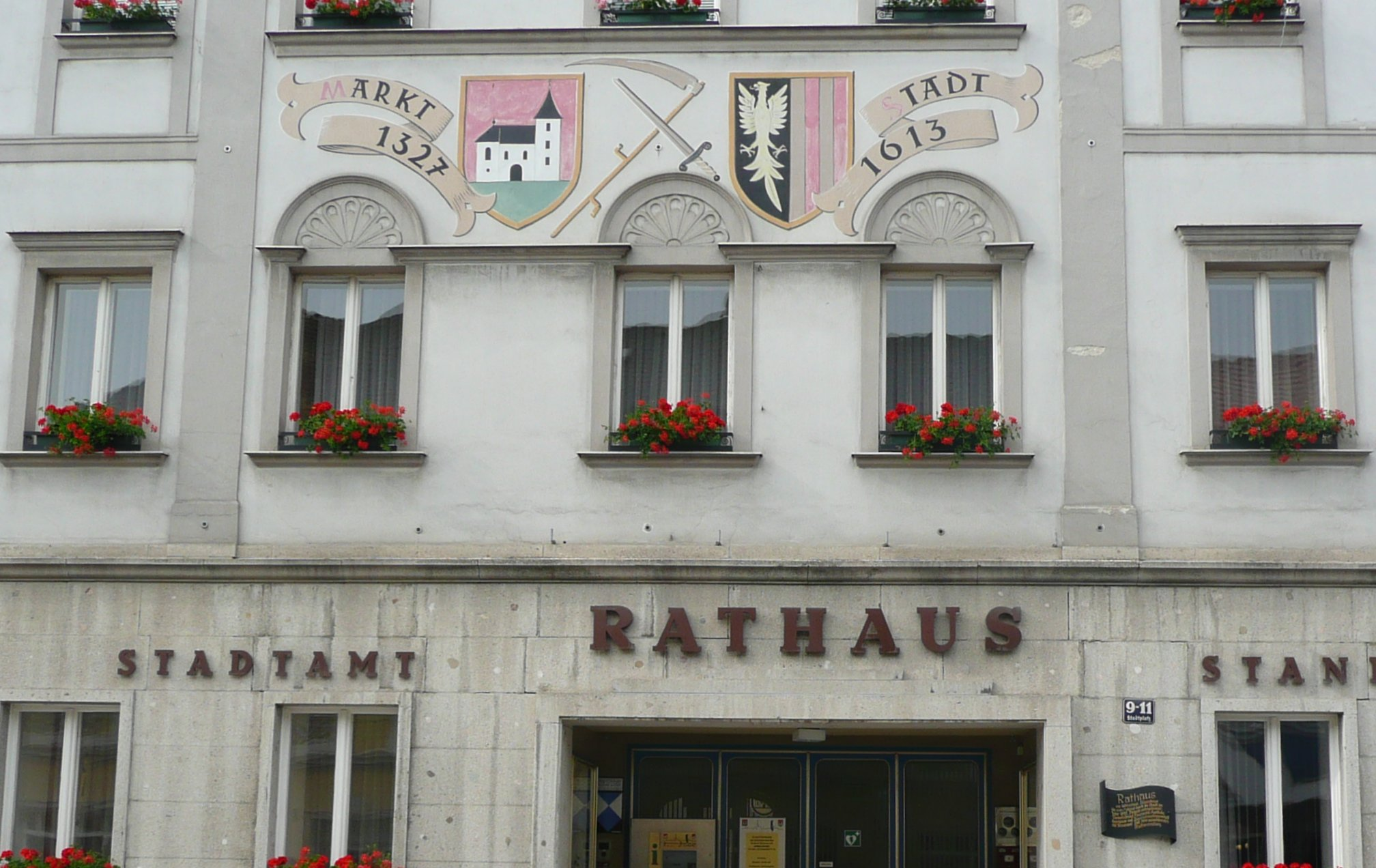
Rathaus (Markt: 1327 – Stadt: 1613)

Grieskirchen ist eine Stadtgemeinde im Hausruckviertel in Oberösterreich mit 5226 Einwohnern (Stand 1. Jänner 2025) und Sitz der Bezirkshauptmannschaften der Bezirke Grieskirchen und Eferding, die im Rahmen einer Verwaltungsgemeinschaft zusammengelegt wurden. Das zuständige Gericht des Gerichtsbezirks Grieskirchen befindet sich ebenfalls in der Stadt.

## Geografie
Grieskirchen liegt auf um die 330 m ü. A. im Trattnachtal. Die Ausdehnung beträgt von Nord nach Süd 4,7 km, von West nach Ost 4,8 km. Die Gesamtfläche beträgt 11,7 km². 10,3 % der Fläche sind bewaldet, 70,9 % der Fläche sind landwirtschaftlich genutzt.
Landschaftlich gehört die Gegend zur Raumeinheit Inn- und Hausruckviertler Hügelland.

### Gemeindegliederung
Das Gemeindegebiet umfasst folgende zwölf Ortschaften (in Klammern Einwohnerzahl Stand 1. Jänner 2025):
- Grieskirchen (4778)
- Hiering (60)
- Kickendorf (67)
- Moosham (85)
- Niederndorf (2)
- Parz (64)
- Paschallern (58)
- Steindlberg (3)
- Tolleterau (7)
- Unternberg (18)
- Untersteinbach (82)
- Vornwald (2)

Die Gemeinde besteht aus den Katastralgemeinden Grieskirchen, Manglburg und Parz.
Zählsprengel sind Grieskirchen-West, Grieskirchen-Ost, Grieskirchen-West, Grieskirchen-Umgebung.

### Nachbargemeinden
| Tollet                       |                                             | Pollham     |
| St. Georgen bei Grieskirchen | Kompassrose, die auf Nachbargemeinden zeigt |             |
|                              | Gallspach                                   | Schlüßlberg |

## Geschichte

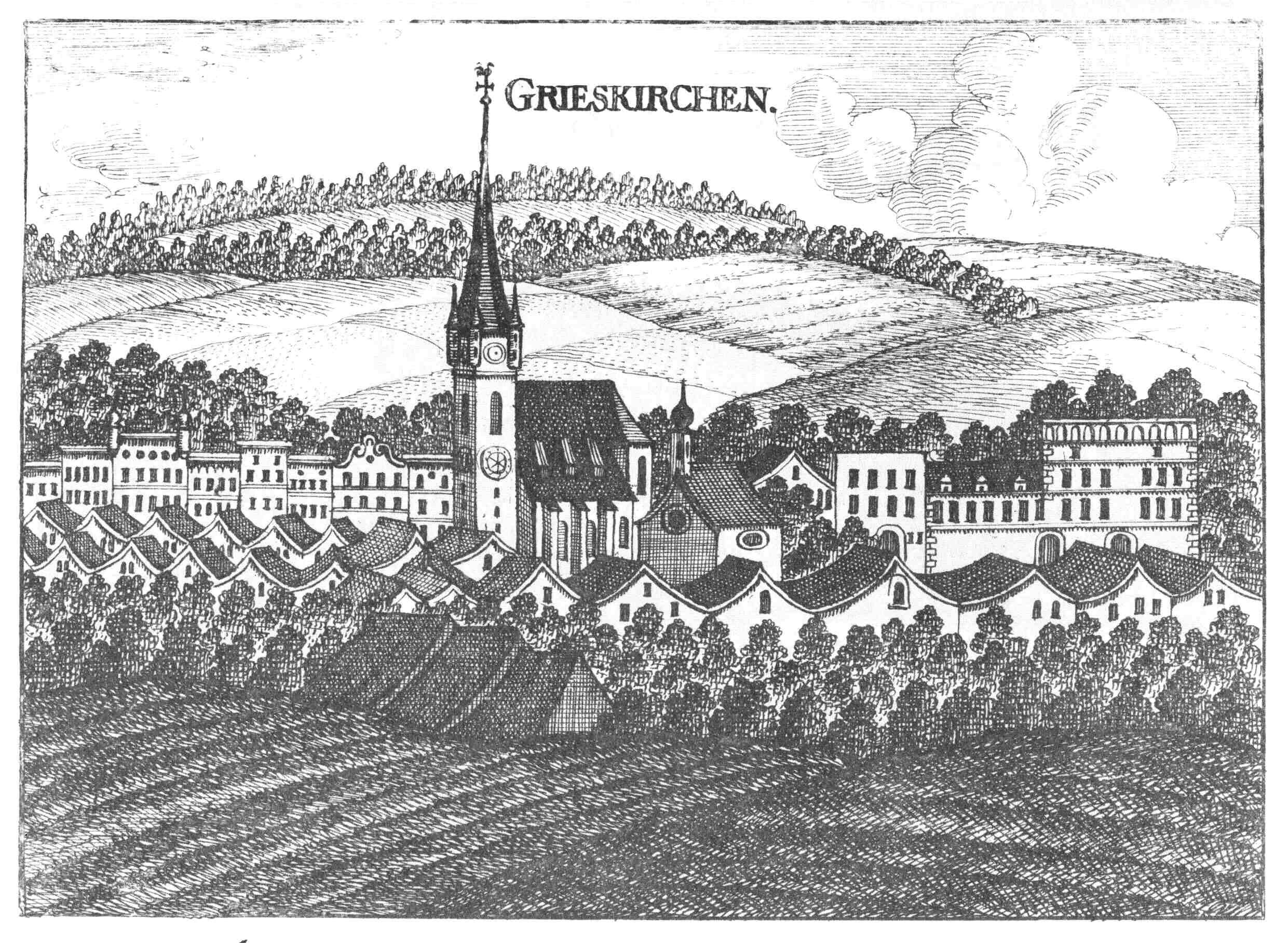
Grieskirchen nach einem Stich von Georg Matthäus Vischer von 1674

Griezkirichen wird 1075 als Besitz des Passauer Klosters St. Nikola, zum Bistum Passau gehörend, erstmals urkundlich erwähnt. Ursprünglich im Ostteil des Herzogtums Bayern liegend, gehörte der Ort seit dem 12. Jahrhundert zum Herzogtum Österreich. Seit 1490 wird er dem Fürstentum Österreich ob der Enns zugerechnet.
- 1327 älteste Nennung von Grieskirchen als Markt
- 1398 kaufte Andreas von Polheim Markt und Gericht Grieskirchen
- 1515 wurde das Landschloss Parz aus den Teilen der abgetragenen Burg Tegernbach aufgebaut
- 1564 Abfassung der Grieskirchner Marktordnung
- 1585 wütete in Grieskirchen die Pest, aus diesem Jahr stammt der Sebastianfriedhof
- 1597 Abschluss der Grieskirchner Compactaten (20. November), durch welche die seit 1595 schwelenden Bauernunruhen beendet werden
- 1613 verlieh Kaiser Matthias Grieskirchen das Stadtrecht
- 1626 war die Stadt ein Schauplatz der Bauernkriege
- 1651 kam die Stadt zur Herrschaft der Grafen Ungnad von Weissenwolff
- 1713/14 wütete die Pest in Grieskirchen[2]
- 1747 kam es zur größten Brandkatastrophe

Während der Napoleonischen Zeit wurde der Ort Bayern zugeschlagen und war von 1810 bis 1816 königlich bayerische Grenzstadt. Anschließend kam die Stadt wieder zu Österreich ob der Enns.

### Bevölkerungsentwicklung
Die Bevölkerungszunahme von 1981 bis 1991 erfolgte durch eine positive Wanderungsbilanz (+162), während die Geburtenbilanz nahe null war. Von 1991 bis 2001 wurde die Wanderungsbilanz negativ (–154), so dass die Einwohnerzahl zurückging. Von 2001 bis 2011 hielten sich Abwanderung und positive Geburtenbilanz fast die Waage.

## Kultur und Sehenswürdigkeiten

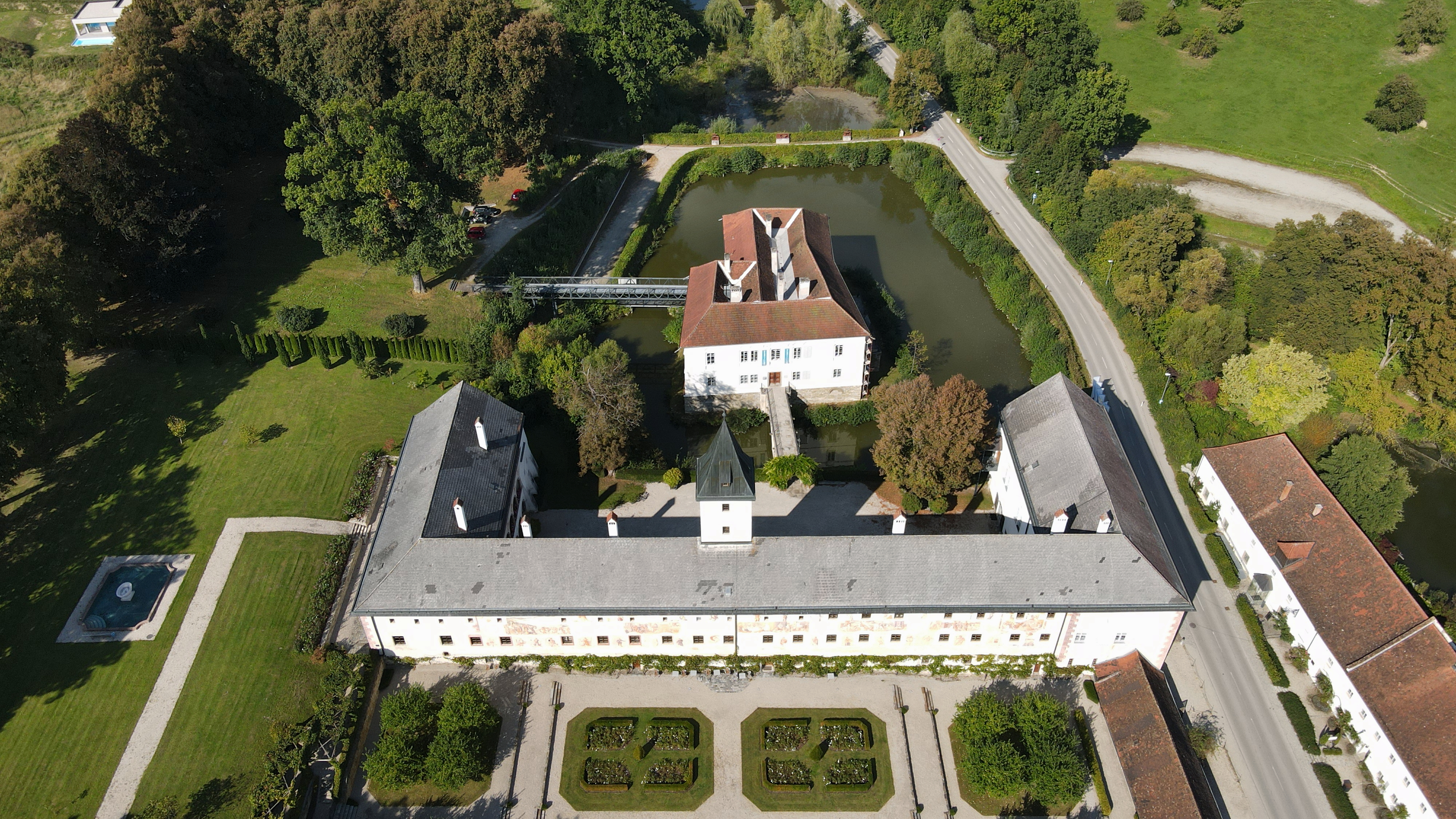
Land- und Wasserschloss Parz

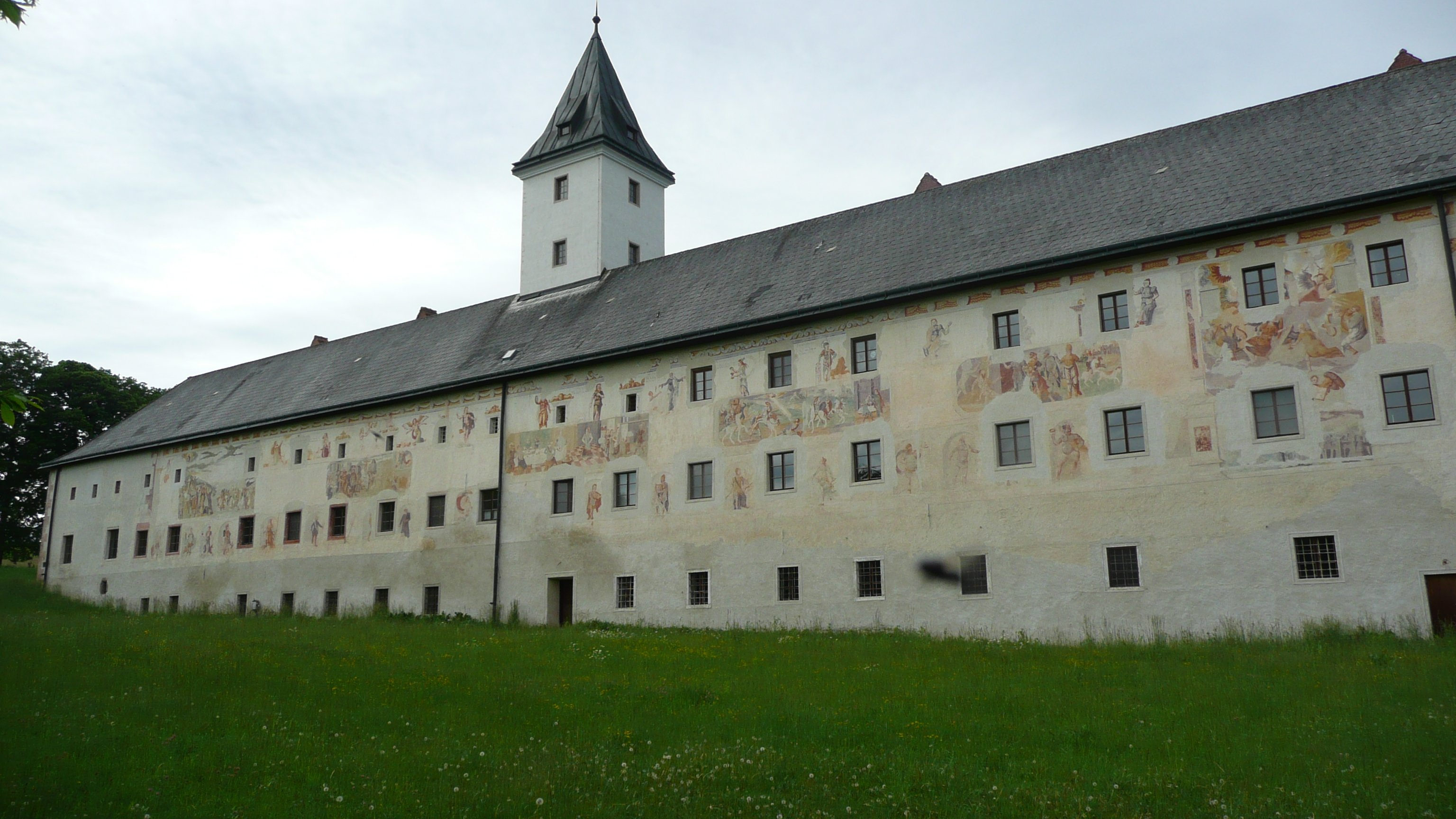
Freskenzyklus auf der Südfassade von Schloss Parz

- Das Schloss Parz mit bedeutenden Außenfresken zählt zu den stattlichsten Renaissanceschlössern Oberösterreichs und bildet mit dem dazugehörigen Wasserschloss Parz ein geschlossenes Ensemble. Vor etwa 400 Jahren wurde die Südfassade des Schlosses mit umfangreichen Fresken ausgestattet, die bis vor wenigen Jahren von barockem Anstrich übertüncht waren und erst 1987 im Rahmen von Renovierungsarbeiten entdeckt wurden. Es handelt sich um den größten im Original erhaltenen Zyklus an Außenfresken der Renaissance nördlich der Alpen. Im Jahr 2010 war im Schloss Parz die Landesausstellung Renaissance und Reformation zu sehen.
- Das Schloss Tollet ist ein Renaissanceschloss aus den Jahren 1601–1611 in der angrenzenden Gemeinde Tollet. Die erste Befestigungsanlage geht auf das Jahr 1170 zurück. Von 1601 und 1611 ließ Hans V. Jörger von Tollet das Schloss neu im Stil der Renaissance erbauen mit unter anderem einem Hofumgang mit interessanten Abschlussgittern aus dem Jahr 1607, die 48 Felder mit 46 verschiedenen Motiven umfassen. Von 2002 bis 2009 erfolgte eine Renovierung des Schlosses. Heute hat der Bezirksheimathausverein Grieskirchen, ein gemeinnütziger Kulturverein, seinen Sitz auf Schloss Tollet und betreibt seit 23. April 2009 im Schloss das Museum Kulturama Schloss Tollet. Es finden Ausstellungen und Konzerte statt.[4]
- Das Schloss Reinleiten steht nicht mehr in ursprünglicher Form; es wurde von Georg Wagenleithner zu Beginn des 20. Jahrhunderts in ein Krankenhaus umgebaut, welches heute zum Orden der Franziskaner gehört.
- Die Pfarrkirche Grieskirchen wurde im gotischen Stil erbaut und später barockisiert.
- Annakapelle[5]: spätgotische Kapelle aus dem 15. Jahrhundert mit Rippengewölbe und Altar in frühbarockem Stil (Mitte des 17. Jahrhunderts).
- Bürgerhaus am Stadtplatz 40: Erbaut Ende des 16. Jh. unter Siegmund und Gundacker v. Polheim, Renaissanceportal 1604, runder Eckerker. Heute Gasthof Zum weißen Kreuz. Durch den sogenannten Schwibbogen mit dem zur selben Zeit entstandenen Nachbarhaus Stadtplatz Nr. 3 verbunden. Später im Besitz des Gastwirtes und Bürgermeisters Christoph Manglburger (1541–1616).
- Karbrunnen: Im Mittelalter wütete ein vernichtender Brand – aus dieser Zeit stammt der Karbrunnen auf dem Kirchenplatz.
- Dreifaltigkeitssäule: 1708 von Johann Georg Adam von Hoheneck gestiftet. Stand bis 1972 in Unternberg neben der Trattnachbrücke, seit 1979 befindet sie sich auf dem Pühringerplatz.
- Sebastianfriedhof: 1585 aus einem Pestanger hervorgegangen, mit einem datierten Eingangstor von 1593.

## Wirtschaft und Infrastruktur

### Verkehr

#### Bahn

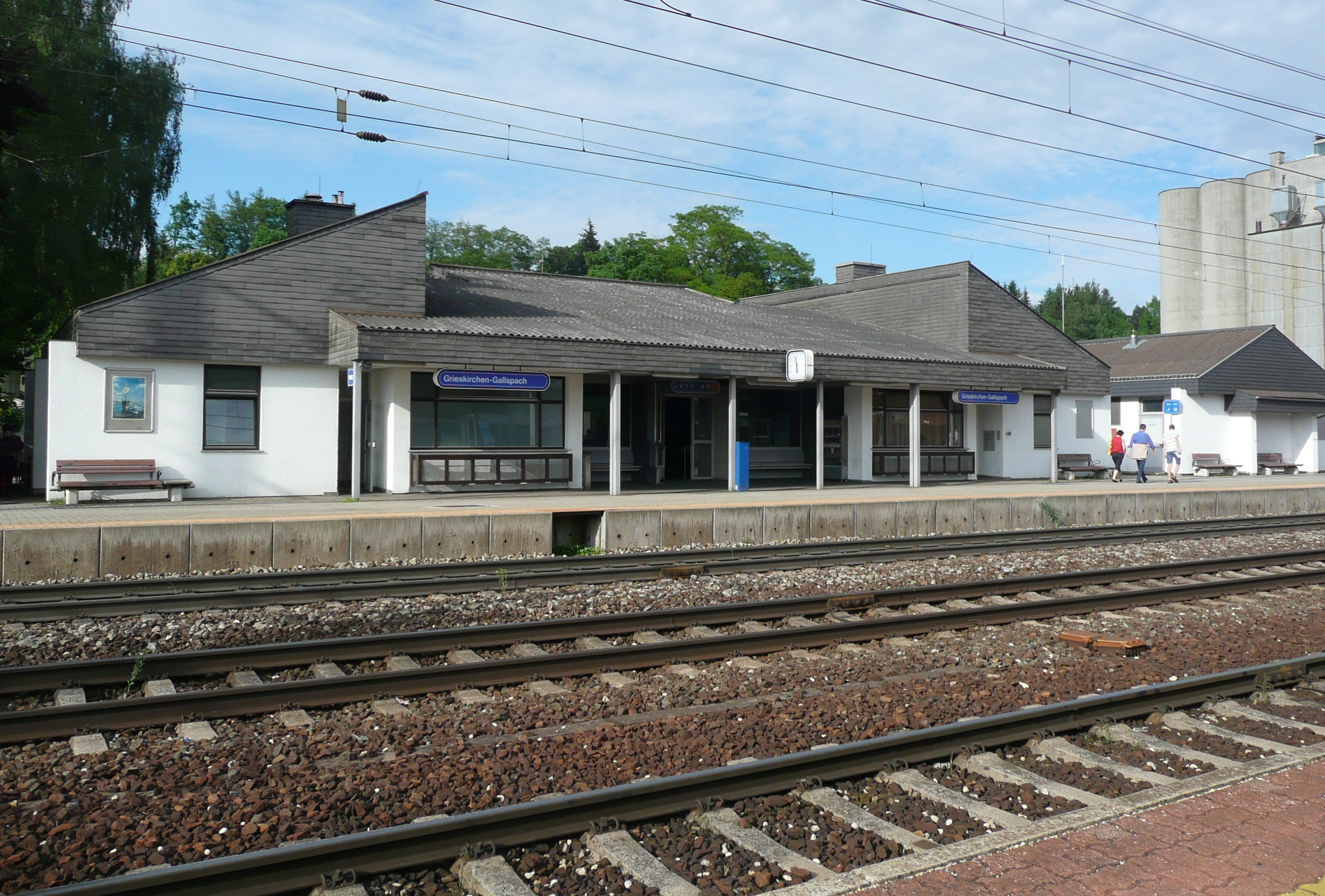
Bahnhof Grieskirchen-Gallspach

Grieskirchen liegt an der 1861 fertiggestellten Passauer Bahn, eine geplante Verbindungsbahn von Grieskirchen über Gallspach nach Gaspoltshofen wurde nicht realisiert.
Der Bahnhof von Grieskirchen liegt am östlichen Stadtrand, nördlich des Industriegeländes, welche die Fabrik der Firma Pöttinger Landtechnik sowie die etwas kleinere Fröling Heizungsfabrik prägen.
Historisch begründet ist auch der Name der Bahnstation: Grieskirchen-Gallspach. Der Nachbarort Gallspach – bekannt durch sein Zeileisinstitut – war seit den frühen Zwanzigerjahren des 20. Jahrhunderts bei Kurgästen beliebt. Dies war auch der Grund, warum bald etliche Schnellzüge, darunter auch der legendäre Oostende-Wien-Express, hier Halt machten.
Als bei den Krankenkassen in Deutschland zu Beginn der 1990er Jahre der Sparstift angesetzt und ein Kuraufenthalt im Ausland nicht mehr finanziert wurde, blieb diese Klientel an Kurgästen aus; dies war damit das Ende des Haltens der Schnellzüge in Grieskirchen.

#### Straße
Grieskirchen liegt an der Innviertler Bundesstraße (B137), an welcher an der Pöttingerkreuzung die Gallspacher Straße (B135) nach Süden in Richtung Gallspach, Gaspoltshofen und Schwanenstadt abzweigt.
Bis zur endgültigen Fertigstellung der Innkreis Autobahn (A8) in den 1990er Jahren war die B137 der nördliche Teil der Gastarbeiterroute. Als die Innkreis Autobahn endlich fertiggestellt wurde, wurden die Straßenschilder E5 (Europastraße 5) von der Bundesstraße auf die Autobahn übertragen.
Es gibt keinen direkten Autobahnanschluss. Richtung Osten (Linz, Wien) oder Süden (Graz) fährt man bei Wels-Nord oder Pichl bei Wels auf die Welser Autobahn A25 respektive Innkreis Autobahn A8 auf. Richtung Westen (Ried, Passau) bieten sich die Anschlussstellen Meggenhofen-Gallspach oder Haag am Hausruck an.
Weiters existieren Bezirks- bzw. Landesstraßen nach Norden in die Richtungen Michaelnbach und Waizenkirchen sowie in Richtung Pollham und St. Thomas beziehungsweise St. Marienkirchen an der Polsenz als auch nach Osten die „alte Bundesstraße“ B137 in Richtung Bad Schallerbach und ebenso eine nach Westen in Richtung Tollet.
Historisch begründet sind die engen Straßen der Stadt; vor ein paar Jahren wurde im gesamten Stadtkern Tempo 30 km/h angeordnet, an Stelle der sonst üblichen 50 km/h.

### Ansässige Unternehmen
Die Brauerei Grieskirchen wurde 1708 erstmals urkundlich erwähnt und stellt heute eine Vielzahl verschiedener Biersorten und Limonaden her. Besonderheiten der Brauerei sind ihr vielfach ausgezeichnetes Pils und ihre Weißbiere (hefetrübe und dunkle Weiße). Besonders die Weißbiergeschichte der Brauerei reicht lange zurück. Grund ist, dass Grieskirchen königlich bayerische Grenzstadt war und somit die Grieskirchner Brauerei die östlichste Weißbier-Brauerei Bayerns war. Die Grieskirchner Brauerei ist eine regional verankerte Privatbrauerei im Besitz von Marcus Mautner Markhof.
Die 1871 gegründete Alois Pöttinger Maschinenfabrik stellt Landmaschinen für die Grünland- und Bodenbearbeitung her. Der Exportanteil beträgt 80 %. Das Unternehmen betreibt Zweigwerke in Bernburg und Vodňany und beschäftigt 1.370 Mitarbeiter.
Die 1659 erstmals erwähnte Pfleger-Mühle zu Schloss Parz befindet sich seit 1892 im Besitz der Familie Haberfellner. Das Unternehmen wird heute von Leopold und Markus Haberfellner geführt.
Weitere produzierende Firmen in Grieskirchen:
- Fröling Heizkessel- und Behälterbau
- Gföllner Containerbau
- Mälzerei Plohberger

### Bildung
- Volksschule
- Technische Neue Mittelschule 1
- Neue Mittelschule 2
- Polytechnische Schule
- Bundesoberstufenrealgymnasium mit den Zweigen Musische Ausbildung (vertiefend Musikerziehung oder Instrumental), Bildnerische Erziehung (vertiefend Künstlerische Techniken oder Multimedia) und Naturwissenschaften[6]
- Höhere Technische Bundeslehranstalt für Informatik und Medizininformatik
- Landesmusikschule

## Politik

### Gemeindevertretung
Der Gemeinderat hat 25 Mitglieder.
- Mit den Gemeinderats- und Bürgermeisterwahlen in Oberösterreich 2003 hatte der Gemeinderat folgende Verteilung:
- Mit den Gemeinderats- und Bürgermeisterwahlen in Oberösterreich 2009 hatte der Gemeinderat folgende Verteilung:
- Mit den Gemeinderats- und Bürgermeisterwahlen in Oberösterreich 2015 hatte der Gemeinderat folgende Verteilung: 13 ÖVP, 9 FPÖ, 5 SPÖ und 4 GRÜNE. (31 Mandate)
- Mit den Gemeinderats- und Bürgermeisterwahlen in Oberösterreich 2021 hat der Gemeinderat folgende Verteilung: 11 ÖVP, 5 FPÖ, 5 SPÖ und 4 GRÜNE. (25 Mandate)[7]

### Bürgermeister
Quelle:
- 1855–1860 Georg Hubinger
- 1860–1864 Franz Fürst
- 1864–1867 Georg Hubinger
- 1867–1870 Johann Reitter
- 1870–1873 Heinrich Breiman
- 1873–1876 Karl Lötsch
- 1876–1902 Johann Scheitterer
- 1902–1903 Roman Puxkandl
- 1903–1919 Josef Zaunegger
- 1919–1924 Johann Strasser
- 1924–1929 Josef Radlegger
- 1929–1936 Franz Müller
- 1936–1942 Ferdinand Wintner
- 1942–1945 Hermann Peyrer
- 1945–1970 Leopold Gföllner
- 1970–1979 Hermann Huber
- 1979–1996 Helmut Nimmervoll
- 1996–2009 Wolfgang Großruck
- seit 2009 Maria Pachner

### Wappen
Blasonierung: In Rot auf grünem Schildfuß eine silberne Kirche mit schwarzem Tor, ebensolchen Fensteröffnungen und Dächern sowie einem schwarzen Knauf und Kreuz auf dem Zeltdach des linksgestellten Flankenturmes.
Die Gemeindefarben sind Grün-Rot.
Wann das Wappen verliehen wurde, ist nicht bekannt. In der 1564 erlassenen Marktordnung sind bereits Bestimmungen über die Fertigung mit dem Marktsiegel erwähnt, ebenso wird im Stadtrecht von 1623 auf das Wappen Bezug genommen, allerdings ohne Abbildung. Die erste bildliche Darstellung findet sich als Siegelabdruck auf einer Urkunde von 1690.
Das Motiv verweist als redendes Wappen auf den Namen und damit die Entstehung der Siedlung, die sich am schotterigen, sandigen Ufer (obd. Gries) der Trattnach um eine Kirche entwickelt hat.

## Persönlichkeiten

### Söhne und Töchter der Stadt
- Amandus Schickmayr (1716–1794), Benediktinerabt von Lambach
- Josef Lobmeyr (1792–1855), Gründer des Glaswaren-Handelshauses J. & L. Lobmeyr
- Josef Moser (1812–1893), Arzt und Heimatdichter
- Otto Prechtler (1813–1881), Dramatiker, Lyriker, Librettist und Archivar
- Konrad Schiffmann (1871–1941), Historiker, Archivar und Bibliothekar
- Franz Huber (1875–1940), Landwirt und Politiker
- Ferdinand von Sammern-Frankenegg (1897–1944), SS-Brigadeführer, SS- und Polizeiführer, maßgeblich am Holocaust beteiligt
- Josef Hofer (1898–1958), erster Grieskirchner Bezirkshauptmann und Widerstandskämpfer
- Gustaf Adolf Neumann (1924–2013), Journalist und Verleger
- Traugott Erich Gattinger (1930–2006), Geologe
- Franz Födermayr (1933–2020), Musikwissenschaftler
- Marianus Hauseder (* 1936), Engelszeller Abt
- Hubert Palfinger (1942–2020), Ingenieur
- Georg Simbruner (* 1945), Mediziner im Fachbereich Pädiatrie und Neonatologie
- Wolfgang Großruck (* 1947), Politiker (ÖVP)
- Inge Kurtz (* 1949), Malerin und Feature-Autorin
- Ernst Strasser (* 1956), Politiker (ÖVP)
- Gerhard Naujoks (* 1958), Schauspieler, Theaterregisseur und Autor
- Wolfgang Wohlmayr (1959–2018), Archäologe
- Heinz Plöderl (* 1960), Architekt
- Carl Achleitner (* 1963), Schauspieler
- Doris Schmidauer (* 1963), Politikerin (Grüne) und Bundespräsidenten Gattin
- Gunther Kaltenböck (* 1965), Anglist
- Josef Mayr (* 1967), Landwirt und Politiker, Abgeordneter zum Oberösterreichischen Landtag
- Ernst Hausleitner (* 1968), Journalist und Kommentator
- Gernot Schieszler (* 1970), Manager
- Alexander Pointner (* 1971), Trainer im Skisport
- Nicole Berger-Krotsch (* 1975), Politikerin (SPÖ)
- Karin Doppelbauer (* 1975), Politikerin (NEOS)
- Manfred Razenböck (* 1978), Fußballspieler
- Doris Golpashin (* 1980), Fernseh- und Radiomoderatorin sowie Schauspielerin
- Ingrid Rumpfhuber (* 1981), Skirennläuferin
- Beate Ritter (1983–2025), Opernsängerin
- Ina Regen, bürgerlich Regina Mallinger (* 1984), Singer-Songwriterin
- Christian Heinle (* 1985), Fußballspieler und -trainer
- Beate Wiesinger (* 1986), Jazzmusikerin
- Karin Bonelli (* 1988), Flötistin
- Astrid Wiesinger (* 1988), Jazzmusikerin
- Philipp Huspek (* 1991), Fußballspieler
- Astrid Zehetmair (* 1993), Politikerin (ÖVP)
- Thomas Antlinger (* 1994), Politiker (SPÖ)
- Silas Wiesinger (* 2001), Handballspieler
- Gabriel Haider (* 2002), Fußballspieler
- Patrick Moser (* 2003), Fußballspieler
- Nico Wiesinger (* 2003), Fußballspieler

### Mit der Stadt verbundene Persönlichkeiten
- Franz Müllner (1878–1955), Politiker (CSP)
- Johann Gruber (1889–1944), Priester und Widerstandskämpfer
- Maria Treben (1907–1991), Autorin und Kräuterkundige